# Йоахим (Фюрстенберг-Хайлигенберг)
Йоахим фон Фюрстенберг-Хайлигенберг (на немски: Joachim von Fürstenberg-Heiligenberg, * 25 януари 1538; † 21 октомври 1598) е граф на Фюрстенберг-Хайлигенберг.

## Живот
Той е по-малкият син на граф Фридрих III фон Фюрстенберг (1496 – 1559) и съпругата му Анна фон Верденберг-Хайлигенберг (ок. 1510 – 1554), наследничка на Хайлигенберг и др., дъщеря на граф Кристоф фон Верденберг-Хайлигенберг († 1534) и графиня Елеонора Гонзага (1488 – 1512), дъщеря на граф Джанфранческо Гонзага (1446 – 1496). Брат е на Христоф I (1534 – 1559), граф на Фюрстенберг-Кинцигтал, и на Хайнрих X (1536 – 1596), граф на Фюрстенберг.
В дворовете на Максимилиан II и Рудолф II той се появява рядко, но получава от императрицата някои задачи в Швабия. Йоахим разширява дворец Хайлигенберг над Боденското езеро.

## Фамилия
Йоахим се жени на 9 февруари 1562 г. за богатата графиня Анна фон Цимерн (* 27 февруари 1545; † 25 февруари 1602), дъщеря на граф Фробен Христоф фон Цимерн (1519 – 1566) и графиня Кунигунда фон Еберщайн (1528 – 1575). Те имат децата:
- Фридрих (1563 – 1617), граф на Фюрстенберг-Хайлигенберг, женен I. на 10 септември 1584 г. за Елизабет фон Зулц (1563 – 1601), II. на 28 октомври 1606 г. за Анна Мария фон Арко († 1607)
- Фробениус (1565 – 1592)
- Вилхелм (1568 – 1568)
- Егон (1570 – 1586)
- Лудвиг (1572 – 1572)
- Волфганг (*/+ 1574)
- Конрад (1583 – 1583)
- Кунигунда (1564 – 1602), монахиня в Инцигкофен
- Катарина (1566 – 1566)
- Хортензия (1569 – 1569)
- Йохана (1575 – 1575)
- Анна Констанция (1577 – 1659), омъжена I. 1602 г. за граф Рудолф II фон Хелфенщайн-Визенщайг (1560 – 1602); II. 1604 г. за фрайхер Конрад XII фон Бемелберг-Хоенбург (1578 – 1626)
- Елеонора (1578 – 1651), омъжена на 22 август 1604 г. за граф Рудолф III фон Хелфенщайн-Визенщайг (1585 – 1627)
- Хелена (1579 – 1579)
- Евфросина (1581 – млада)